# اجاهالی، مقادی
اجاهالی، مقادی (به انگلیسی: Ajjahalli, Magadi) یک روستا در هند است که در کارناتاکا واقع شده‌است.